# インカ (スペイン)
インカ(スペイン語: Inca)は、スペイン・バレアレス諸島州にあるムニシピ（基礎自治体）。マヨルカ島中央部に位置する。高級靴の産地として知られている。

## 地理

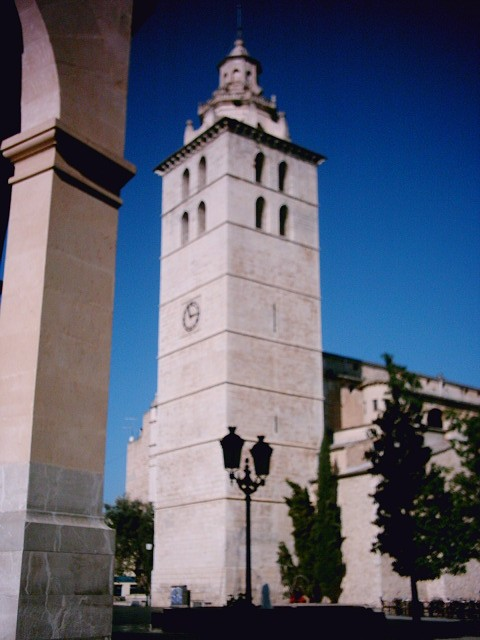
インカの教会

面積は58.4km2、2012年の人口は30,066人。マヨルカ島ではバレアレス諸島州の州都パルマ・デ・マヨルカ、マナコルに次いで第3位の人口を持つ。マヨルカ鉄道郊外線の分岐点であり、南西のパルマ・デ・マヨルカから走ってきた列車は西のマナコル行きと北のサ・ポブラ行きに分岐する。

## 文化
インカや隣接するビニサレムでは17世紀から19世紀にかけてワイン製造が盛んだったが、インカ周辺でのブドウ生産はブドウネアブラムシによって壊滅させられ、住民は皮なめしや皮革製品などの仕事に転じた。インカに本社を置くカンペールやロトゥーセ（ロトッセ）やヤンコなど、インカには靴や皮革製品のメーカーが数多くあり、靴についての博物館もある。古いワインセラーの多くはレストランに転用され、インカのレストランではソパス・マヨルキーナス（野菜とマヨルカパンの煮込み）やトゥンベット（揚げ野菜のトマトソース煮込み）やガトー・ダメトゥジェス（アーモンドのアイス）などのマヨルカ料理が提供される。インカ郊外にはアーモンド畑が広がっている。

## 出身者
- ガブリエル・モジェル – 15世紀前半の画家。
- トメウ・リョンパール – サッカー選手・指導者。
- マテオ・カネージャス – 陸上選手（中距離）。1995年世界室内陸上1500m銀メダル。